# Театър на украинската беседа
Театър на украинската беседа (на украински: Театр Української Бесіди) или Театър „Украинска беседа“, преименуван от Театър на руската беседа / Театър „Руска беседа“ (1914), наричан също Театър на Стадник, е първият професионален театър в Украйна, функицонирал от 1864 до 1924 година.

## История
На 3 март 1864 г. в Лвов се състои откриването на дружество „Руска Беседа“ със спектакъла „Маруся„ (от Григорий Квитка-Основяненко, адаптиран от С. Голембиовски, музика В. Квятковски. Диригент на спектакъла е Омелян Бачински, а ролята на Маруся се изпълнява от украинската актриса и балерина Теофила Бачинска.
Официалното откриване на галицийския професионален театър Руска Беседа се състоя в Лвов на 29 март 1864 г. Първото представление на театъра се състоя в помещенията на Народния дом в града. Основател на дружеството (1861 r.) и театъра (1864 г.) е Юлиан Лавровски. Театърът е частично субсидиран от Галицийския сейм до 1914 година. Театърът изнася представления за зрители в Галиция и Буковина, гостува в Каменец Подолски, Жмеринка, Житомир и в Полша (Нови Санч, Тарнов, Краков). Гостуващи актьори на сцената на театъра са Марко Кропивницки (1875 г.), Микола Садовски и Мария Занковецка (1905 – 1906 г.).
Театърът е ръководен първоначално от Омелян Бачински (1864 – 1867 и 1881 г.) и Антон Моленцки (1869 – 1873 година). Те обединяват елементи от галицийската драма с теми, типични за централните райони на Украйна.
Под ръководството на Теофила Романович (1874 – 1880 г.) актьорският състав и репертоара на театъра са подобрени, което подготвя почвата за Иван Биберович и Иван Гриневецки (1882 – 1892 г.), чието директорство се счита за „златния век“ галицийския театър. Те пренасят на галицийска сцена украинската историческа, битова (Марко Кропивницки, Михайло Старицки, Иван Карпенко-Карий) и буржоазна драма и опера (Микола Лисенко), западноевропейска драма (Викториен Сарду, Йожен Скриб, Жорж Оне, Фридрих Шилер, Хайнрих фон Клайст, Карло Голдони) и оперета (Жан Робер Планкет, Карл Милекер, Жак Офенбах, Йохан Щраус и други).
В периода 1901 – 1905 г. директор на театъра е Михайло Губчак, който е принуден да се оттегли от ръководството на театъра „поради вътрешен конфликт, на който реагира дори Иван Франко“.
След смъртта на Иван Гриневецки, нивото на театъра спада, но отново се вдига под ръководството на режисьорите Йосип Стадник (1906 – 1913 г.), Роман Сирецки и Степан Чарнецки (пролетта на 1913 г. – август 1914 г.), главно поради въвеждането на западноевропейски оперен и драматичен репертоар. По време на Първата световна война, театралните актьори играят в различни трупи: „Тернопилски театрални вечери“ (ръководител Лес Курбас), „Стрилецки театър“, „Чернивецки театър“ и други.
През юли 1924 г. дружеството „Украинска Беседа“ спира по-нататъшното покровителство на театъра поради липса на финансови средства.

## Репертоар
В продължение на 60 години Театърът Украинска Беседа поставя водевили, мелодрами, оперети, преводни пиеси на западноевропейски драматурзи и украинска битова драма. Най-голям успех жънат немските (освен вече споменатите Херман Зудерман, Готхолд Лесинг, Фридрих Хебел, Франц Грилпарцер, Герхарт Хауптман, Макс Халбе), скандинавските (Хенрик Ибсен, Бьорнстерне Бьорнсон, Аугуст Стриндберг), френските (Едмон Ростан, Пиер дьо Бомарше, Жан-Батист Молиер) и английските (Оскар Уайлд, Бърнард Шоу, Уилям Шекспир) драматурзи. Наред с украинските опери на Микола Лисенко, Микола Аркас и Денис Сичински), чрез театъра украинската публика се запозна за първи път с оперите: „Еврейка“ (Фроментал Халеви), „Мадам Бътерфлай“ (Джакомо Пучини), „Кармен“ (Жорж Бизе), „Травиата“ (Джузепе Верди), „Фауст“ (Шарл Гуно), „Хофманови приказки“ (Жак Офенбах), „Селска чест“ (Пиетро Маскани), „Продадена невеста“ (Бедржих Сметана), „Халка“ (Станислав Монюшко) и други.

## Културна значимост
Театър Украинска Беседа допринася в значителна степен за пробуждането на националното самосъзнание на галицийските украинци и допринася за появата на модерния украински театър в Централна и Източна Украйна.